# Cystodiplosis longipennis
Cystodiplosis longipennis är en tvåvingeart som beskrevs av Jean-Jacques Kieffer och Jörgensen 1910. Cystodiplosis longipennis ingår i släktet Cystodiplosis och familjen gallmyggor. Inga underarter finns listade i Catalogue of Life.